# Polycyrtus ornatifrons
Polycyrtus ornatifrons är en stekelart som beskrevs av Joseph Augustine Cushman 1931. Polycyrtus ornatifrons ingår i släktet Polycyrtus och familjen brokparasitsteklar. Inga underarter finns listade i Catalogue of Life.